# Ilmir Nurisov
Bản mẫu:Eastern Slavic name
Ilmir Ilnurovich Nurisov (tiếng Nga: Ильмир Ильнурович Нурисов; sinh ngày 5 tháng 8 năm 1996) là một cầu thủ bóng đá người Nga thi đấu cho F.K. Kuban Krasnodar.

## Sự nghiệp câu lạc bộ
Anh có màn ra mắt cho đội một của F.K. Kuban Krasnodar vào ngày 23 tháng 9 năm 2015 trong trận đấu tại Cúp quốc gia Nga trước F.K. Shinnik Yaroslavl và khi bàn thắng đầu tiên với việc đội bóng giành chiến thắng 2-1. Anh ra mắt tại Giải bóng đá Quốc gia Nga cho F.K. Kuban Krasnodar vào ngày 8 tháng 10 năm 2016 against F.K. Dynamo Moskva.

## Quốc tế
Anh tham dự Giải vô địch bóng đá U-17 thế giới 2013 cùng với Đội tuyển bóng đá U-17 quốc gia Nga và tại Giải bóng đá U-19 vô địch châu Âu 2015 cùng với Đội tuyển bóng đá U-19 quốc gia Nga, Nga đứng vị trí thứ hai.